# Raúl Bobadilla
Raúl Marcelo Bobadilla (Buenos Aires, 18 juni 1987) is een Paraguayaans–Argentijns voetballer die bij voorkeur als aanvaller speelt. Hij verruilde FC Augsburg in augustus 2017 voor Borussia Mönchengladbach. Bobadilla debuteerde in 2015 voor Paraguay.

## Clubcarrière
Bobadilla speelde in de jeugdopleiding van River Plate, maar debuteerde hier nooit in het eerste elftal. In plaats daarvan vertrok hij in juli 2006 naar FC Concordia Basel. Daar speelde hij onder Murat Yakin in de Challenge League, het op een na hoogste niveau in Zwitserland. Basel verkocht Bobadilla in juli 2007 aan Grasshoppers Zürich, spelend op het hoogste niveau in Zwitserland. Na twee jaar bij Grasshoppers tekende hij op 11 juni 2009 vervolgens bij Borussia Mönchengladbach, dat vier miljoen euro op tafel legde voor de Argentijn. In de Bundesliga voldeed hij niet aan de verwachtingen van de club. Die verhuurde hem in januari 2011 aan Aris Saloniki en verkocht hem een half seizoen later aan Young Boys Bern, dat anderhalf miljoen euro voor hem betaalde. In zijn eerste seizoen na zijn terugkeer in Zwitserland, speelde hij 24 wedstrijden en maakte hij twaalf doelpunten voor Young Boys. Bobadilla tekende op 3 januari 2013 vervolgens een contract tot medio 2017 bij FC Basel, dat drie miljoen euro op tafel legde voor de concurrent van Alexander Frei en Marco Streller. Een half jaar later vertrok hij voor de tweede keer naar de Bundesliga, waar dit keer FC Augsburg anderhalf miljoen euro voor hem betaalde. Hiermee eindigde hij in zijn eerste twee seizoenen op achtereenvolgens de achtste en de vijfde plaats. Bobadilla verlengde in augustus 2015 zijn contract bij de club tot medio 2018.

## Interlandcarrière
Op 9 februari 2015 werd bekend dat Bobadilla een aanvraag had ingediend om een Paraguayaans paspoort. Hijzelf werd geboren in Argentinië maar zijn beide ouders zijn afkomstig uit Paraguay. Op 11 mei 2015 werd de aanvaller voor het eerst opgeroepen voor Paraguay voor de vriendschappelijke interlands tegen Mexico en Costa Rica. Op 27 maart 2015 debuteerde hij voor Paraguay tegen Costa Rica (0-0). In mei 2015 riep bondscoach Ramón Díaz hem op voor deelname aan de Copa América 2015 in Chili.

## Erelijst
| Kampioen Super League | 1x | 2012/13 |